# Земо-Макванети
Земо-Макванети (груз. ზემო მაკვანეთი) — село в Грузии, на территории Озургетского муниципалитета края (мхаре) Гурия.

## География
Село находится в западной части Грузии, на правом берегу реки Агидаква, на расстоянии приблизительно 2 километров (по прямой) к юго-востоку от города Озургети, административного центра муниципалитета. Абсолютная высота — 189 метров над уровнем моря.

## Население
По результатам официальной переписи населения 2014 года, в Земо-Макванети проживало 684 человека (331 мужчина и 353 женщины). В национальной структуре населения грузины составляли 99,6 %, армяне — 0,3 %, украинцы — 0,1 %.
| Год  | Население, человек |
| ---- | ------------------ |
| 2002 | 842                |
| 2014 | ↘ 684              |